# Kościół św. Macieja Apostoła w Kruszynie
Kościół Świętego Macieja Apostoła – rzymskokatolicki kościół parafialny należący do parafii pod tym samym wezwaniem (dekanat Kłomnice archidiecezji częstochowskiej).
Budowę świątyni rozpoczęła w 1661 roku ówczesna właścicielka Kruszyny – Anna Eufemia z Radziwiłłów Denhoffowa, wdowa po Stanisławie, starocie wieluńskim i radomszczańskim. Prezbiterium zostało dokończone przez brata Stanisława Aleksandra Denhoffa, opata jędrzejowskiego, natomiast nawa świątyni została zbudowana przed 1683 rokiem przez Zygmunta Wiktora Denhoffa, syna Stanisława i Anny. On także zakończył całą budowę w 1694 roku. Kościół został konsekrowany w 1696 roku przez biskupa przemyskiego i kanclerza wielkiego koronnego – Jerzego Denhoffa.

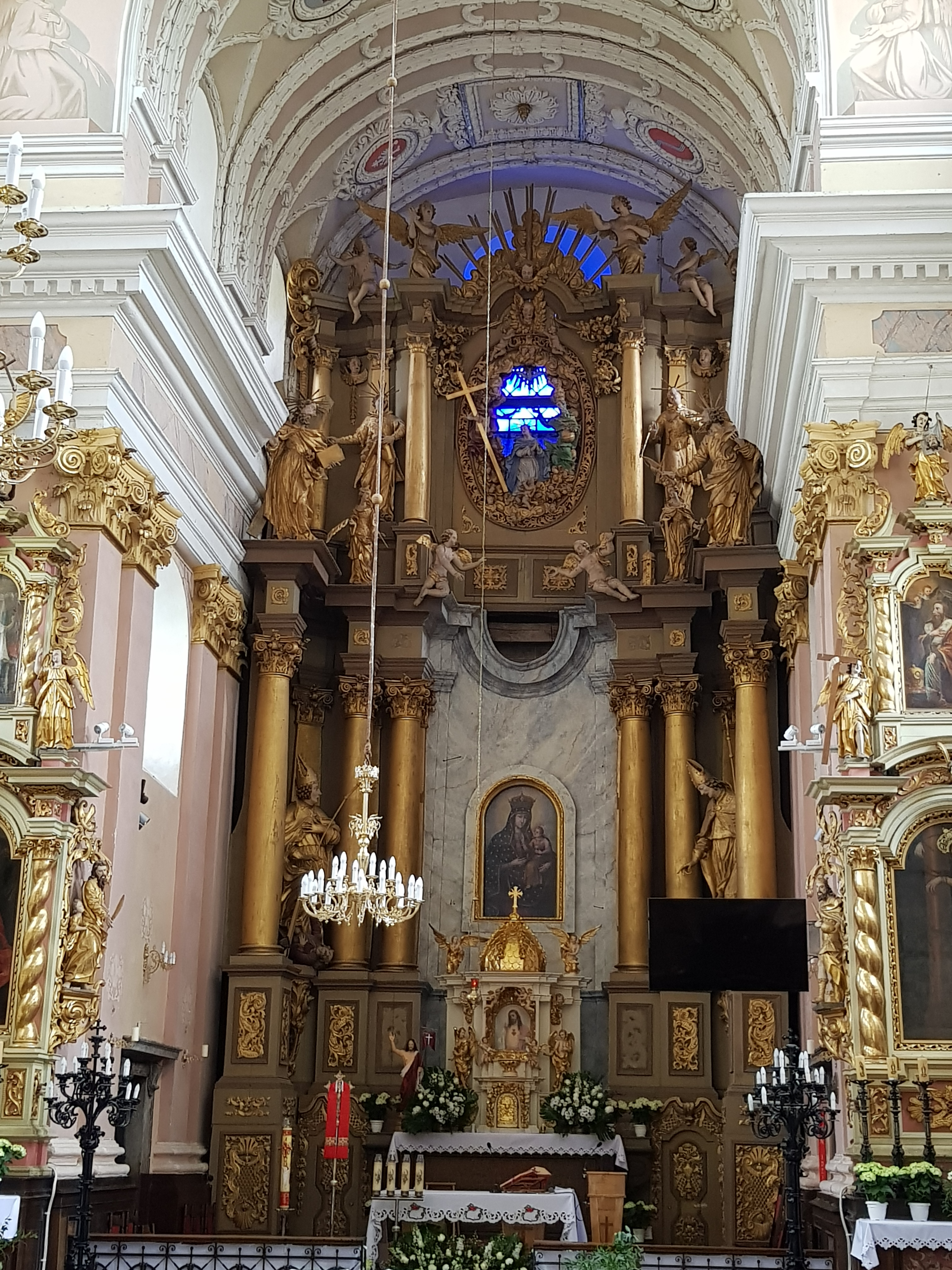
Ołtarz główny

Pierwszy poważny remont, połączony z przebudową górnych kondygnacji wież, kościół przeszedł w latach 1874–1877. Prace te zostały przeprowadzone dzięki staraniom książąt Lubomirskich. W 1914 roku świątynia została otynkowana na zewnątrz dzięki staraniom księdza Piotra Dąbrowskiego. Kolejni proboszczowie także dbali o zachowanie kościoła w dobrym stanie technicznym.  
Budowla charakteryzuje się okazałą, ozdobioną bogatym portalem, barokową fasadą. Jej wnętrze nosi cechy stylów: późnego baroku i rokoko, co sprawia, że jest wyjątkowo okazałe. We wnętrzu są XVIII-wieczne, późnobarokowe ołtarze (główny i dwa boczne), a także kolejne dwa ołtarze boczne, ambona i chrzcielnica w stylu rokoko. Rokokowy jest także konfesjonał, pełniący również funkcję ołtarza. Późnorenesansowa płyta nagrobna Krystyny Rzeszowskiej zmarłej w 1622 roku z płaskorzeźbą jej postaci jest kolejnym cennym zabytkiem kościoła, tak samo jak ornaty z XVII wieku.